# Salgado Filho
Pour les articles homonymes, voir Salgado et Filho.
Salgado Filho est un quartier de la ville brésilienne de Santa Maria, Rio Grande do Sul. Le quartier est situé dans district de Sede.

## Vilas
Le quartier possède les vilas suivantes : Salgado Filho, Vila Brasília, Vila Kennedy, Vila Norte, Vila Nossa Senhora do Trabalho, Vila Salgado Filho.